# 日本国家公務員労働組合連合会
日本国家公務員労働組合連合会（にほんこっかこうむいんろうどうくみあいれんごうかい、英語: Japan Federation of National Service Employees）は、日本の国家公務員や独立行政法人職員などで組織する産業別労働組合である。略称は国公労連（こっこうろうれん）。加盟単組は15（オブザーバー加盟込みで18）、組合員数は約6万7,000人である（同9万人）。全国労働組合総連合と公務労組連絡会に加盟している。1975年（昭和50年）10月に、国家公務員労働組合共闘会議が発展して結成された。

## 概要
国公労連が組織対象とする労働者は国家公務員や独立行政法人職員等の国公労働者で、国の行政機関や独立行政法人、裁判所などに組織を置いている。組合員数は、労働組合基礎調査（2013年度）によると2013年6月30日現在、7万2178人である。前年比で2,861人減少した。オブザーバー加盟組合の全国大学高専教職員組合（全大教）などを加えると、約8万9,900人となる。公称組合員数は、10万人。この組合員数は全労連加盟の官公庁労組としては自治労連、全教に次ぐ3番目の規模であり、日本の国公労働者の労働組合（国公労）としては、連合に加盟している国公関連労働組合連合会（略称：国公連合、オブ加盟除外で約9万3600人）に次ぐ。
直加盟している組合（加盟単位組合）の数は19、うち全大教（全国大学高専教職員組合）など3組合がオブ加盟である。主な加盟単位組合は全医労（組織対象：国立病院）、国土交通労働組合（国土交通省）、全労働（旧労働省）など。これらの加盟単位組合を通して37の単一労働組合、約1,200の単位労働組合を組織している。
組織をおく職域は1府7省とその所管独法、人事院及び裁判所であり、財務省と農林水産省が中心の国公連合より広い。一方、特殊法人一般の労働組合は、国公連合と異なり加盟していない。組合員のうち、非常勤職員は3,439人で全組合員の約4.7%に達しており、国公連合の0.49%（457人）に比べて高い比率を示している。
第59回定期大会（2013年8月29～31日）が改選した現在の役員は、中央執行委員長が宮垣忠（旧全運輸出身）、書記長に鎌田一（全労働）、他に全労働、国土交通労組、及び書記局出身の中央執行副委員長3名となっている。
機関紙は「国公労新聞」（旬刊）、機関誌は『国公労調査時報』（月刊）。ともに国公共闘時代から同じ表題で発行し続けている。
1991年からは組合員を相手方とした共済事業を国公共済会を通して行っている。

## 歴史

### 全官労から国公共闘
太平洋戦争終結後の1946年から1947年にかけて、官公庁労働者の労働組合（以下、官公庁労組）の結成が急速に進み、その過程で非現業国家公務員の組合（以下、国公労）は1946年9月26日、「全国官庁労働組合協議会」（略称:全官労）を結成した。この全官労が現在の国公労連を含む国公産別の起源にあたる。
官公庁労組は国労や全逓従など現業官庁を中心に当時の労働運動を急進的に牽引した。全官労はその一翼を担い、二・一ゼネストや三月闘争、七月闘争に象徴される官公労働運動の高揚に貢献したが、1947年後半から運動は、政令201号によるスト権剥奪やドッジ・ラインにもとづく大量馘首、レッドパージなどGHQ・日本政府の巻き起こす逆風にさらされた。1950年には全官労の加盟する全国労働組合連絡協議会（全労連）と全官公庁労組連絡協議会（全官公）が解散・消滅に追いこまれる一方で、それらの潮流から分岐した日本労働組合総評議会（総評）と日本官公庁労働組合協議会（官公労）が台頭しつつあった。
このような情勢下、1951年1月25日の全官労第4回臨時大会は執行部の先鋭的方針を戦術的偏向と批判し、組織を連合会から協議会に改め、「日本官庁労組協議会」（日官労）に改称した。さらに国公労働運動の戦線統一を進めるため、同年7月21日、日官労加盟14組合は他の組合とともに「官庁労働組合協議会」（官労）を結成し、日官労は解散した。これは日官労が当時参加していた官庁給与共闘を発展させたものである。官労発足当初は22組合が正加盟、6組合がオブ加盟していた。
1952年、今度は官労と官公労の間で、破防法制定と労働関係調整法改正に対する反対闘争の統一行動をとおして、組織統一の機運が高まった。当時の両組織の勢力は、官労が8万5,000人、33組合、官公労は155万人、19組合だった。前者は国公労であり、後者は国労、全逓、日教組、自治労協、全農林などを翼下に収める、三公社五現業・地公・国公の全官公庁労組を網羅していた。1952年6月、官労は総評への加盟と、「官公労との共闘を強化し、すべての官公庁労働戦線の統一」を機関決定した。数十回の折衝の後、官労と官公労は官労が解散し、その加盟組合は官公労へ個別に一斉加盟する旨を確認した。1953年6月8日、確認は実行され、官公労働戦線の統一が果たされた。また、同時期に官労加盟組合が総評に相次いで個別加盟した。合同の翌7月には官公労加盟のすべての国公労から構成される官公労下部機関の「国公部会」が発足する。
1954年7月、人事院は民間賃金が公務を9%以上上回ることを認めつつ、給与勧告を行わず、続く1955年の勧告でも政府にベースアップを求めなかった。この措置は国公労働者の不満を高め、労組間の結束を強固にする結果となり、1956年2月7日、国公部会の全組合は独自の共闘組織である「日本国家公務員労働組合共闘会議」（国公共闘）を結成し、官公労からの相対的な自律性を強めた。この国公共闘の後身が現在の国公労連である。
官公労の部会が独自の共闘組織を結成して自主性を強める動きは1950年代、他の2部会にも興り、公企労部会では公労協、地公部会では地公連が形成された。官公労の主要労組は同時に総評の中核でもあったため、官公労は総評と活動が重複することが多くなり、官公労働戦線統一の5年後である1958年8月11日、官公労は第10回大会は解散を決議した。自動的に官公労の機構である国公部会は消滅し、国公労を統合する機能は国公共闘へ一本化された。当時（1958年6月末）の国公共闘組織人員は約22万6000人であった。

### 国公労働運動の分散化
1960年代前半に国公共闘の一部加盟単組で第二組合の結成が相次ぎ、国公共闘側はその挑戦を受けるようになる。具体的には、1962年から1964年にかけて、建設省、国税庁、税関、総理府統計局における組合間の対立であり、それらは当局による国公共闘系からの脱退工作や同組合員の差別的な不利益取り扱いなどの団結阻害行為（不当労働行為）が付随する場合もあった。抗争の推移は官庁で違いがあり、建設省では劣勢から国公共闘系の全建労が70年代に巻き返しに成功したが、国税・税関では劣勢のまま少数派組合に転落して現在に至る。
官公労解散に前後して、従来の総評系組合から分裂して全労会議（のちの同盟）へと流れる官公庁労組の新潮流が登場した。この潮流は全特定や教団連、国鉄職能労連など国公以外の第二組合群から始まり、1959年9月、全日本官公職労協議会（全官公）の結成へと到った。1960年代から国公共闘と激しい対立を繰り広げた第二組合群の多くもまた、後にこの全官公へと加盟した。
国公共闘の内部にも対立が生じ、1963年の全農林をはじめ脱退する組合も現れた。脱退した全農林や全開発、全財務等7組合は1965年12月に国公共闘に対抗して国家公務員労働組合連絡会議（国公連）を結成した。ただし、国公共闘に離脱した組合もいずれも総評には個別加盟していたので、この分裂状況は同一のナショナルセンター内部での不統一という形をとった。

### 結成
1970年代に入って総評内の国公労を再統一する動きが活発化する。1970年6月、国公共闘を中心に国公連、会計検査院労組、国会職連、京都国税の5組織で「全国公賃金共闘」が結成された。翌1971年9月には国公共闘が、「すべての国公労働者の大同団結」と「国公共闘の組織強化」の方針を決定した。続いて同年12月、総評傘下国公労の統一を目指して総評・国公一本化委員会が発足し、国公共闘もこれに参加し、委員会をつうじた統一を目指しはじめた。1971年9月に決議した「国公共闘の組織強化」方針は、1973年9月29日に開催された初の定期大会（～10月3日）で、決議機関・執行機関や青年・婦人組織、財政等の強化や上部団体（総評）への一括加盟等として具体化され、国公共闘は連合体化への足を速めた。国公共闘は自身の組織強化を国公労統一方針に沿うものと位置づけ、1973年度運動方針のなかでも1971年と同様に「国公労働組合の全的統一」を目標に掲げた。
その後、一本化委員会による統一は進まず、その早期実現が困難であることをにらんだ国公共闘は、1974年10月の定期大会で、自身が先に連合体になることを決定し、これをてことした統一を志向するようになる。1年間におよぶ下部組織における討議の末、国公共闘は1975年10月1日、日本国家公務員労働組合連合会（国公労連）の結成大会を開催し（～4日）、すべての構成組合がこれに移行した。結成当初の勢力は、組合員数は公称約12万6000名、正式加盟は全労働、全司法、全商工、全法務、全運輸、全建労、全気象、全港建、全厚生、全電波、全国税、文部職組、総理府労連、全行管、全税関、人職の16組合、オブ加盟は日教組大学部、全医労、国共病組、虎門病院の4組織であった。初代委員長は全港建の樋口緑。加盟単組と総評との関係も個別加盟から国公労連による一括加盟に移行した。国公労連は統一労組懇に加盟し、全日自労や日本医労連などとともに総評反主流派を形成するようになる。
国公労連の結成については、国公連の中心である全農林もこれを歓迎した。国公連も1976年10月29日に解散し、翌日、旧加盟組合は新たに協議会組織の国公労協を結成した。国公労連の結成に触発された組織再編で、やはり国公労働運動の全的統一を意図していた。国公労連・国公労協の共同行動は続き、1979年2月20日、全国公賃金共闘は全国公に発展したが、国公労統一の動きはここで停滞局面に入り、総評内で国公労連と国公労協系の並立は固定化し、総評解散の1989年まで続いた。結局、国公労連の結成は国公労統一にはつながらなかったが、国公労連は結成について、現在「70年代に入って、日本の労働運動全体の右翼再編をねらう執拗な動きがつづいていた。このような時期に「革新統一戦線」を掲げた国公産別の連合体組織が誕生した意義は大きかった」と評価している。

### 労働戦線再編から現在
1980年代のナショナルセンターの再編成（労働戦線再編）で総評内の並立状態は終わりを迎える。国公労連はこの再編構想を労働戦線の右翼再編であるとみなし、連合への合流に積極的な総評主流派の動きを批判。労戦再編の最終局面である1989年11月、国公労連は全労連の結成に参加し、一方、国公労協は連合体の日本国家公務員労働組合総連合会（国公総連）に移行した上で、日本労働組合総連合会（連合）へと流れ、両者は袂を分かつに至った。この分岐で全国公は消滅した。連合には国税労組や建職組など全官公（1959年結成。旧同盟系）加盟で、国公労連と競合する国公労も合流したが、連合結成後およそ10年間、国公総連と全官公系は統一した国公単産を結成できず、今度は連合内で並立状態が続いた。国公労連は国公労働運動における多数派産別の地位を保ち続ける。
1990年3月、組合員の福利厚生事業の一環として、日本国家公務員労働組合連合会共済会（国公共済会）を設立し共済事業をはじめた。
90年代末から連合内でも国公労統一の機運は高まり、2001年10月26日、連合の国公労は国公関連労働組合連合会（国公連合）を結成し、これを通じた一括加盟に移行した。結成当初の組合員数は、隣接分野の特殊法人と駐留軍の単産も取り込んだこともあり、公称で約13万5,000人に達し、国公労連を抜いた。この統合で国公労連は運動における相対的な多数派ではなくなり、運動は国公労連と国公連合に二分される局面に入った。国公連合結成後、最初の労働組合基礎調査によると2002年6月現在、国公連合の組合員数は約12万8,000人、国公労連は11万2,000人となっている。ただし、国公連合から政労連と全駐労を引くと、約8万1,000人となる。なお、国公総連は組織を保存し、国公連合に直加盟した。国公総連が解散したのは2011年10月のことである。
国公労連の支援の下、2003年12月14日、国公労連の加盟単位組合として、国公労働者の合同労働組合である国家公務員一般労働組合（国公一般）が結成された。勤務する省庁を問わず加入できる組合であり、東京霞が関の本府省を中心に増大する非常勤職員や派遣等の非正規国公労働者を組織化することを意図した。翌年7月20日、国公連合も同様の機能を担う「国公ユニオン」を設立した。
2011年3月の東日本大震災を受け、菅直人政権は復興財源の確保を理由として、2011年度から3年間、国家公務員給与を1割程度引き下げる方針を打ち出し、5月から国公労との交渉を始めた。国公労連は宮垣委員長を責任者として交渉に臨み、政府提案を拒絶した。復興予算は賃下げで確保できる金額より桁違いに大きいため財源たりえず、他部門の賃金水準への波及によって景気に悪影響を及ぼし、震災対応に携わる職員の士気を下げ、人事院勧告に基づかない給与引き下げは労働基本権を侵害している等と批判。国公労連と菅内閣の交渉は平行線を辿り、6月2日、片山善博総務相との最終交渉が決裂した。一方、連合系の国公連合は5月23日、団体協約締結権付与を柱とする公務員制度改革法と同時に成立させることを条件に、3年間、一般職平均7.8%の給与減額に同意した。6月3日、菅内閣は国公連合との合意内容に沿った法案を閣議決定し、国会に提出した。
2012年2月、民主・自民・公明3党は、政府法案とは別に「国家公務員の給与の改定及び臨時特例に関する法律」を国会に提出した。2011年度は2011年9月になされた人事院勧告を実施し、2013年度までの2年間だけ7.8%減額するというものであった。2月23日に衆議院で可決、29日に参議院を通過・成立した。この過程で、参議院総務委員会に国公労連から宮垣委員長が参考人として出席し、3党提出法案に反対する意見を陳述した。
5月25日、国公労連は東京地方裁判所に、給与臨時特例法施行によってカットされた給与の返還と慰謝料の支払いを国に求める「公務員賃下げ違憲訴訟」を提訴した。国公労連行政職部会と同組合員241名が原告である。訴状で臨時特例法およびその成立にいたる内閣総理大臣と国会議員の行為は憲法やILO条約等に違反しているとしている。

## 加盟組合
国公労連に直加盟する組合の数は、2012年以降は19、うち3組合はオブ加盟である。単組レベルでは、労働組合基礎調査によると2013年6月末現在、37の単一労働組合、1,206の単位労働組合を組織している。オブ加盟組合を含めると、1,405単位、162単一となる。
中央省庁再編前の旧省庁に対応した名称や組織を現在も保持する組合もある。
以下、国公労連に直加盟している組織を列記する。
| 組合名                                         | 略称       | 組合員数           |
| ---------------------------------------------- | ---------- | ------------------ |
| 全日本国立医療労働組合                         | 全医労     | 21,075             |
| 全労働省労働組合                               | 全労働     | 15,838             |
| 国土交通労働組合                               | 国交労組   | 12,790             |
| 全法務省労働組合                               | 全法務     | 6,439              |
| 全司法労働組合                                 | 全司法     | 6,185              |
| 全経済産業労働組合                             | 全経済     | 2,624              |
| 全厚生労働組合                                 | 全厚生     | 1,814              |
| 全情報通信労働組合                             | 全通信     | 1,361              |
| 全国税労働組合                                 | 全国税     | 293                |
| 総理府労働組合連合会                           | 総理府労連 | 234                |
| 全行管職員組合                                 | 全行管     | 182                |
| 文部科学省関係労働組合協議会                   | 文労       | 112                |
| 沖縄総合事務局開発建設労働組合                 | 開建労     | 90                 |
| 全国税関労働組合                               | 全税関     | 57                 |
| 人事院職員組合                                 | 人職       | 50                 |
| 国家公務員共済組合連合会病院労働組合           | 国共病組   | 707（オブ加盟）    |
| 国家公務員共済組合連合会宿泊施設労働組合連合会 | 宿泊労連   | -（オブ加盟）      |
| 全国大学高専教職員組合                         | 全大教     | 16,729（オブ加盟） |

- 総理府労働組合連合会（略称：総理府労連）

旧総理府及び旧総務庁関係機関の労働組合の連合体。内閣府（旧・総理府）では本府と公正取引委員会、総務省（旧・総務庁）は人事・恩給局、統計局、独立行政法人統計センター、文部科学省所管の独立行政法人航空宇宙技術研究所、放射線医学総合研究所（総合技術研究本部）に組織を置く。文科省所管独法に組織があるのは、中央省庁再編前は総理府の外局である科学技術庁の機関であったため。労働組合基礎調査によると、2013年6月30日現在、6つの単一組合が加盟し、組合員数は235名（2014年3月の公称は130名）。1962年2月28日結成。
- 全行管職員組合（全行管）

総務省の旧行政管理庁系の部局に組織をおく単一労働組合。行政管理局、行政評価局、地方支分部局の管区行政評価局など。1968年1月20日結成。19の単位労働組合を組織し、組合員数は198名（219名）。
- 全法務省労働組合（全法務）

法務省の単一労働組合で、法務局、保護局、入国管理局、少年院などに組織をおく。64の単位組合を組織し、組合員数は6,744名。同省唯一の職員団体である。1947年12月1日結成。
- 全国税関労働組合（全税関）

1947年11月11日結成。
- 全国税労働組合（全国税）

国税庁の単一労働組合。本庁、国税局、税務署に組織をおき、単位組合数173、組合員数は316名となっている（400名）。国税庁の最大組合は国公連合の国税労組で組合員数は約3万3,000名であり、全国税は少数派組合となっている。1958年12月25日結成。
- 全厚生職員労働組合（全厚生）

厚生労働省の旧厚生省系機関の単一労働組合。組織をおく機関は、厚生労働省では本省、地方厚生局、試験研究機関、社会福祉施設（更生援護機関）など。法人等では、独立行政法人の国立健康・栄養研究所及び医薬基盤研究所、特殊法人の日本年金機構（旧・社会保険庁）、全国健康保険協会がある。37単位組合を組織し、組合員数は1,916名（1,300名）。全医労とともに「厚生省労働組合共闘会議」（1980年12月11日結成）を構成する。1946年4月20日結成。
- 全日本国立医療労働組合（全医労）

国立医療機関の単一労働組合。厚生労働省の国立ハンセン病療養所と同省所管の独立行政法人国立病院機構、国立高度専門医療研究センターに組織を置く。162の単位組合を組織し、組合員数は2万1,081名（2万2,000名）と、国公労連の最大加盟単組となっている。医療産別の日本医療労働組合連合会（日本医労連）にも加盟している。全厚生とともに「厚生省労働組合共闘会議」を構成する。1948年11月20日結成。
- 全経済産業労働組合（全経済）

経済産業省関係機関に組織をおく労働組合の連合体。経済産業省では本省、特許庁、資源エネルギー庁、中小企業庁及び地方経済産業局。独立行政法人は産業技術総合研究所、製品評価技術基盤機構、工業所有権情報・研修館などに組織をおく。2単一組合が加盟し、47単位組合、2,851名（2,479名）の組合員を組織している。1947年7月6日結成。
- 国土交通労働組合（国交労組）

国土交通省関係機関（旧建設省、運輸省、国土庁）の単一労働組合。北海道開発局を除いた国交省全体とその所管独法に組織をおく。537の単位組合を組織し、組合員数は1万3,706人名である（1万3650名）。前身は、全運輸労働組合（全運輸）、国土交通省全建設労働組合（全建労）、全気象労働組合（全気象）、全運輸港湾建設労働組合（全港建）、海員学校職員組合（全海員）、海技大学校職員組合（海技大労組）の旧6単組の共闘組織「国土交通省労働組合共闘会議」である。共闘会議が2011年9月11日に結成大会を開き、旧6単組を再編･統合して発足した。結成当初の組合員数は公称で約1万7,000人と、国公労連では全労働と同等、全医労につぐ規模となった。なお、旧共闘会議構成組織のうち、全国公労連に加盟していた4組合の詳細は#解散した加盟組合を参照。
- 全情報通信労働組合（全通信）

旧郵政省系の総務省関係機関に組織をおく単一労働組合。総務省情報通信国際戦略局、情報流通行政局、総合通信基盤局、大臣官房、情報通信政策研究所、地方総合通信局、独立行政法人情報通信研究機構など。13単位組合を組織し、組合員数は1,407名（1,359名）。1951年3月16日結成。
- 全労働省労働組合（全労働）

旧労働省系の厚労省関係機関に組織をおく単一労働組合。本省及び都道府県労働局、労働基準監督署、公共職業安定所など。50単位労働組合を組織し、組合員数は約1万6,919名（1万5,900名）と国公労連では国土交通労働組合と同等、全医労につぐ規模となっている。1958年7月28日結成。
- 人事院職員組合（人職）

1948年12月11日結成。
- 全司法労働組合（全司法）

各級裁判所、検察審査会に組織をおく、単一労働組合。61単位組合を組織し、組合員数は約6,764名（7,000名）。1947年1月25日結成。
- 沖縄総合事務局開発建設労働組合（開建労）

沖縄総合事務局開発建設部の単一労働組合。
- 文部科学省関係労働組合協議会（文労）

文部科学省の関係機関の労働組合の連合体。
- 国家公務員一般労働組合（国公一般）

国公労働者の合同労働組合。
オブザーバー加盟
- 国家公務員共済組合連合会病院労働組合（国共病組）

国家公務員共済組合連合会病院の単一労働組合。16単位組合を組織し、組合員数は742名（1,000名）。日本医労連にも加盟している。1959年6月10日結成。
- 国家公務員共済組合連合会宿泊施設労働組合連合会（宿泊労連）

- 全国大学高専教職員組合（全大教）

国公立大学、高等専門学校の労働組合の連合体。1989年10月29日結成。124の単一労働組合が加盟している。183の単位組合を組織し、組合員数は1万6,964名（3万人）。元々は日本教職員組合（日教組）の専門部会である大学部だったが、1989年10月大学部は、全大教を結成した。さらに1990年8月には執行部が日教組から離脱を表明。1992年2月までにすべての各県大学教組が日教組を脱退した。現在、ナショナルセンターには加盟していない。

### 解散した加盟組合
- 文部省職員労働組合（文労）

旧文部省系機関の単一労働組合。1947年9月27日、文部省の労働組合として結成。晩期では文部科学省と同省所管の国立博物館や各種試験研究機関といった独立行政法人に単位組合をおき、同省唯一の職員団体でもあった。2011年3月31日をもって解散。なお、解散直前の組合員数は、最終調査となった2010年度労働組合基礎調査によると246名（公称268名）。なお、人事院による登録職員団体の調査によると、解散日である2011年3月31日現在、文部科学省には単一体の職員団体が1つ登録され、組織人員は12名、組織率は0.7%となっていた。こちらは厚労省調査とは異なり、国の行政機関のみを対象としており、独法は含まない。
以下の4単組は2011年9月、国公労連非加盟の2単組とともに国交労組を結成して解散した。
- 国土交通省全建設労働組合（全建労） - 国土交通省（旧建設省地方建設局）地方整備局（道路・河川関連部門）、工事事務所など。1949年7月9日結成。解散直前の組合員数は、2011年度労組調査によると5,192名（公称5,183名[18]）。
- 全運輸労働組合（全運輸） - 国土交通省（旧運輸省）地方運輸局、地方航空局、独立行政法人交通安全環境研究所、海上技術安全研究所、電子航法研究所、航空大学校など。1962年6月25日結成。解散直前、8,619名（8,229名）。
- 全運輸省港湾建設労働組合（全港建） - 国土交通省（旧運輸省港湾建設局）地方整備局（港湾・空港関連部門）整備事務所など。1985年9月9日結成。解散直前、1,248名（名1,297名）。
- 全気象労働組合（全気象） - 気象庁、気象台、測候所など。1957年10月14日結成。解散直前、2,613名（2,500名）。

## 歴代執行役員
| 選出大会                             | 中央執行委員長          | 中央執行副委員長          | 中央執行副委員長    | 中央執行副委員長      | 中央執行副委員長    | 書記長                |
| ------------------------------------ | ----------------------- | ------------------------- | ------------------- | --------------------- | ------------------- | --------------------- |
| 第45回定期大会 （1999年8月27日）     | 藤田忠弘 （全労働）     | 西田祥文 （全建労）       | 安部昭雄 （全労働） | 遠山亨 （厚生共闘）   | -                   | 福田昭生 （全運輸）   |
| 第46回定期大会 （2000年8月28日）     | 堀口士郎 （全労働）     | 西田祥文 （全建労）       | 安部昭雄 （全労働） | 遠山亨 （厚生共闘）   | 伍淑子 （全労働）   | 小田川義和 （全法務） |
| 第47回定期大会 （2001年8月28日）     | 堀口士郎 （全労働）     | 山瀬徳行 （全労働）       | 安部昭雄 （全労働） | 遠山亨 （厚生共闘）   | 伍淑子 （全労働）   | 小田川義和 （全法務） |
| 第48回定期大会 （2002年8月28日）     | 堀口士郎 （全労働）     | 山瀬徳行 （全労働）       | 安部昭雄 （全労働） | 遠山亨 （厚生共闘）   | -                   | 小田川義和 （全法務） |
| 第49回定期大会 （2003年8月29日）     | 堀口士郎 （全労働）     | 山瀬徳行 （全労働）       | 宮垣忠 （全運輸）   | 遠山亨 （厚生共闘）   | -                   | 小田川義和 （全法務） |
| 第50回定期大会 （2004年8月25日）     | 堀口士郎 （全労働）     | 山瀬徳行 （全労働）       | 盛永雅則 （人職）   | 遠山亨 （厚生共闘）   | -                   | 小田川義和 （全法務） |
| 第51回定期大会 （2005年）            | 堀口士郎 （全労働）     | 山瀬徳行 （全労働）       | 盛永雅則 （人職）   |                       |                     | 小田川義和 （全法務） |
| 第52回定期大会 （2006年8月31日）     | 福田昭生 （全運輸）     | 山瀬徳行 （全労働）       | 盛永雅則 （人職）   |                       |                     | 岡部勘市 （全港建）   |
| 第53回定期大会 （2007年8月）         | 福田昭生 （全運輸）     | 大塚紀章 （全建労）       | 盛永雅則 （人職）   | -                     | 川村好伸 （全労働） | 岡部勘市 （全港建）   |
| 第54回定期大会 （2008年8月）         | 宮垣忠 （全運輸）       | 阿部春枝 （全運輸）       | -                   | -                     | 川村好伸 （全労働） | 岡部勘市 （全港建）   |
| 第55回定期大会 （2009年8月27日）     | 宮垣忠 （全運輸）       | 阿部春枝 （全運輸）       | -                   | -                     | 川村好伸 （全労働） | 岡部勘市 （全港建）   |
| 第56回定期大会 （2010年8月26日）     | 宮垣忠 （全運輸）       | 阿部春枝 （全運輸）       | -                   | 岩崎恒男 （厚生共闘） | 川村好伸 （全労働） | 岡部勘市 （全港建）   |
| 第57回定期大会 （2011年8月26日）     | 宮垣忠 （全運輸）       | -                         | 盛永雅則 （人職）   | 岩崎恒男 （厚生共闘） | 川村好伸 （全労働） | 岡部勘市 （全港建）   |
| 第58回定期大会 （2012年）            |                         |                           |                     |                       |                     |                       |
| 第59回定期大会 （2013年8月29～31日） | 宮垣忠 （国土交通労組） | 岡部勘市 （国土交通労組） | 松渕秀美 （書記局） | -                     | 川村好伸 （全労働） | 鎌田一 （全労働）     |